# Cucullia katangae
Cucullia katangae là một loài bướm đêm trong họ Noctuidae.